# Českosaské Švýcarsko

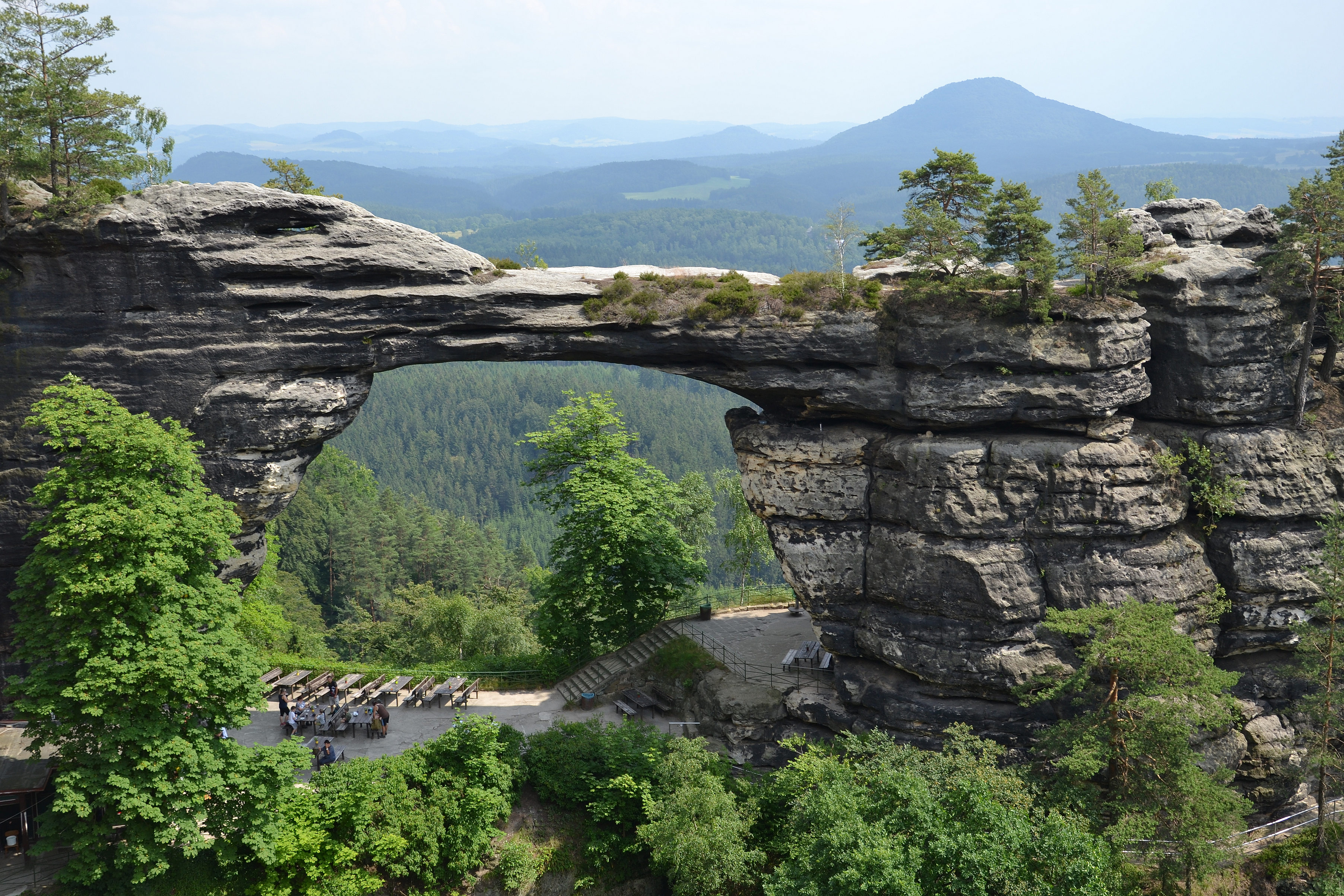
Pravčická brána

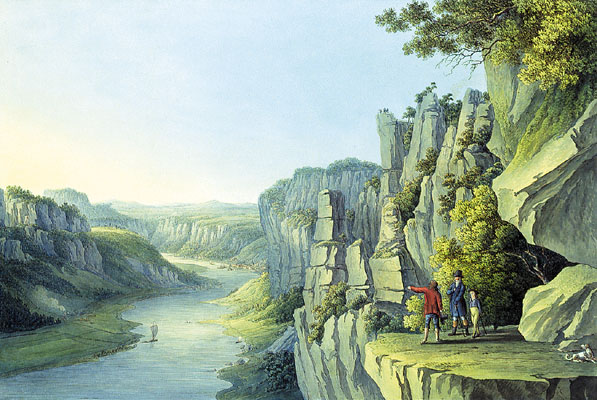
August Richter – Českosaské Švýcarsko

Českosaské Švýcarsko je negeografický,[zdroj⁠?!] ale vžitý lidový název pro krajinu na obou březích řeky Labe mezi Děčínem a Pirnou. Název pochází ze sousedního území Německa, kde se od konce 18. století začalo používat názvu Saské Švýcarsko, zavedeného švýcarskými malíři, kterým zdejší krajina připomínala domovinu, Antonem Graffem a Adrianem Zinggem působícími v Drážďanech.
Toto území spadá do geomorfologických celků zvaných na saské straně Elbsandsteingebirge (česky Labské pískovce, Labské pískovcové pohoří) a na české straně Děčínská vrchovina.
V Evropě jde o unikátní krajinu budovanou kvádrovými pískovci, které vznikly zpevněním písků usazených na dně dávného moře koncem druhohor (ve svrchní křídě asi před 100 miliony let). Později, ve třetihorách byla pískovcová tabule tektonickými pohyby zemské kůry rozlámána a následnou erozně denudační činností rozčleněna v síť hlubokých kaňonovitých údolí a divokých roklí se svislými skalními stěnami a pískovcovými skalními věžemi. Kromě toho do ní ojediněle pronikly i sopečné výlevy čedičových láv (Růžovský vrch, Vosí vrch aj.).
Mimořádně rozbrázděné území odvodňované říčkami Křinicí, Kamenicí a Suchou Kamenicí ústícími do Labe zprava a menšími potoky přitékajícími zleva, umožnilo osídlení pestrou vegetací a zvířenou. Na výše položených plošinách se daří teplomilným druhům, v hlubokých roklích chladnomilným.
Tato původně hojně zalesněná oblast byla po dlouhou dobu pro člověka poměrně nepřístupná a proto se zde zachovala poměrně nedotčená příroda.